# 马哈只墓碑
马哈只墓碑，位于中國云南省晋宁县昆阳街道郑和公园内，为中国著名航海家郑和之父马哈只的墓碑，现为全国重点文物保护单位。

## 马哈只生平
马哈只本名“米里金”，为咸阳王赛典赤·赡思丁的五世孙，曾袭封为滇阳侯（即昆阳侯）。中年时随父亲赴天方朝圣，故獲尊称为“哈只”。因姓“马”，故称“马哈只”。明洪武年间，明军攻入云南，马哈只死于战乱。

## 墓志铭碑
马哈只死后葬于出生地云南昆阳州宝山乡和代村（即今晋宁县郑和公园月山西坡），其墓前的墓碑为郑和第一次出使西洋前于南京请当时的资善大夫礼部尚书李至刚撰写的碑文，托人带回故乡，由长兄马文铭用砂石镌刻立于墓前。清朝咸丰年间，受到杜文秀起义的影响，满清政府镇压回族，马家后人大部分迁居玉溪石狗头村隐居。马哈只墓及墓碑长时间无人照料。光绪二十年（1894年），苏晓荃发现此碑后反映给云南经济特科状元袁嘉谷。1912年，袁嘉谷到昆阳举人宋藩处得到拓本，收录在他编印的《滇绎》一书中，公布于世，此碑才被重视。

## 现状
1983年，马哈只墓碑被云南省政府列为省级重点保护文物。1990年，扩大了陵墓，新建墓地，恢复碑刻。2006年被国务院公布为国家级重点文物保护单位。
2005年，为纪念郑和下西洋600周年活动，为马哈只墓碑新装了全封闭式玻璃防护门，以减轻风雨剥蚀。
马哈只墓碑为红砂石质，高1.66米，宽0.94米，半圆形碑额篆书“故马公墓志铭”，四周刻卷草纹饰，下为砂石龟座。碑阳正文阴刻楷书14行，每行28字，共284字。行文简洁，字体寸楷，书法秀丽。除碑文除底部自然剥蚀缺损四字而外，基本清晰完好。碑阴刻有永乐九年（1411年）郑和回乡扫墓题记3行，44字，字迹虽已模糊，但仍可辨认。碑文简述马哈只的生平事迹。墓碑两侧有1935年立的《明三宝太监郑和传》（师范撰）和《郑和太公墓志铭跋》（夏光南撰）石碑各一通。
墓碑后为马哈只墓，为长方形，四周用兰花、彩云图案镶刻。墓两侧立有《马哈只墓碑记》、《马哈只家世》等石碑。

## 图片
- 马哈只墓
- 墓志铭碑发现记
- 昆阳马哈只碑跋
- 马哈只墓碑记
- 马哈只家世